# Harald Gämperle
Harald Gämperle (San Gallo, 11 maggio 1968) è un allenatore di calcio ed ex calciatore svizzero, di ruolo difensore, tecnico in seconda dell' Al-Ahly.

## Allenatore
Diventa il vice allenatore di Uli Forte allo Young Boys e dopo l'esonero di quest'ultimo, dirige per la prima volta la squadra il 9 agosto 2015 in occasione della vittoria in campionato contro Thun per 3-1. Ad inizio settembre si conclude l'interim e torna ad assumere la funzione di vice allenatore della squadra bernese.

## Palmarès

### Calciatore
- Campionato svizzero: 4

Grasshopper: 1990-1991, 1994-1995, 1995-1996, 1997-1998,
- Coppa Svizzera: 1

Grasshopper: 1993-1994

## Statistiche

### Cronologia presenze e reti in nazionale
| Cronologia completa delle presenze e delle reti in nazionale ― Spagna | Cronologia completa delle presenze e delle reti in nazionale ― Spagna | Cronologia completa delle presenze e delle reti in nazionale ― Spagna | Cronologia completa delle presenze e delle reti in nazionale ― Spagna | Cronologia completa delle presenze e delle reti in nazionale ― Spagna | Cronologia completa delle presenze e delle reti in nazionale ― Spagna | Cronologia completa delle presenze e delle reti in nazionale ― Spagna | Cronologia completa delle presenze e delle reti in nazionale ― Spagna |
| Data                                                                  | Città                                                                 | In casa                                                               | Risultato                                                             | Ospiti                                                                | Competizione                                                          | Reti                                                                  | Note                                                                  |
| --------------------------------------------------------------------- | --------------------------------------------------------------------- | --------------------------------------------------------------------- | --------------------------------------------------------------------- | --------------------------------------------------------------------- | --------------------------------------------------------------------- | --------------------------------------------------------------------- | --------------------------------------------------------------------- |
| 13-12-1989                                                            | Santa Cruz de Tenerife                                                | Spagna                                                                | 2 – 1                                                                 | Svizzera                                                              | Amichevole                                                            | -                                                                     | 69’                                                                   |
| 21-8-1991                                                             | Praga                                                                 | Cecoslovacchia                                                        | 1 – 1                                                                 | Svizzera                                                              | Amichevole                                                            | -                                                                     | 46’                                                                   |
| 25-3-1992                                                             | Dublino                                                               | Irlanda                                                               | 2 – 1                                                                 | Svizzera                                                              | Amichevole                                                            | -                                                                     | 89’                                                                   |
| 8-3-1995                                                              | Amarousio                                                             | Grecia                                                                | 1 – 1                                                                 | Svizzera                                                              | Amichevole                                                            | -                                                                     | 70’                                                                   |
| Totale                                                                |                                                                       | Presenze                                                              | 4                                                                     |                                                                       | Reti                                                                  | 0                                                                     |                                                                       |